# Il'ja Sergeevič Glazunov
Il'ja Sergeevič Glazunov (in russo Илья Сергеевич Глазунов?; Leningrado, 10 giugno 1930 – Mosca, 9 luglio 2017) è stato un pittore russo, dal 2000 membro della Accademia Russa di Belle Arti.
È autore di opere prevalentemente riguardanti la religione cristiana ortodossa e la storia della Russia.

## Biografia

### Carriera
Il'ja Glazunov nacque il 10 giugno 1930 a Leningrado. Figlio dello storico Sergej Fedorovič Glazunov e di Olga Kostantinovna Glazunova, nel 1942 sopravvisse all'assedio di Leningrado e attraverso la cosiddetta strada della Vita fu portato nel villaggio di Greblo, sito nell'Oblast' di Novgorod. Nel 1944, dopo la fine dell'assedio, tornò nella città natale. Al contrario, la sua intera famiglia morì a causa della malnutrizione. A Leningrado studiò presso la scuola secondaria d'arte e dal 1951 al 1957 fu allievo del professore Boris Ioganson, uno dei massimi rappresentanti del realismo socialista in ambito pittorico.
Nel 1957, grazie al successo in una competizione internazionale per giovani artisti svoltasi a Praga, Glazunov poté realizzare la sua prima mostra personale a Mosca. All'inizio degli anni sessanta si recò in Italia, paese nel quale realizzò i ritratti di vari personaggi famosi tra cui le dive Gina Lollobrigida e Anita Ekberg. Nel 1978 iniziò ad insegnare presso l'Università d'arte di Mosca. Due anni dopo ricevette l'onorificenza di artista del popolo dell'Unione Sovietica. Nel 1987 fondò l'Accademia russa di pittura, scultura e architettura, di cui divenne rettore perpetuo. Negli anni seguenti fu insignito di numerose onorificenze e riconoscimenti in ragione del suo contributo allo sviluppo della cultura russa. Fu uno dei maggiori sostenitori della ricostruzione della cattedrale di Cristo Salvatore demolita dai sovietici nel 1931.

### Politica
Il'ja Glazunov è noto per le sue posizioni politiche apertamente anticomuniste, patriottiche e filozariste. Negli anni '60 aderì all'associazione "Rodina" (Patria), la quale dopo breve tempo fu disciolta dalle autorità sovietiche. Nel decennio successivo si oppose con successo ad un piano regolatore, messo a punto dal governo, che avrebbe stravolto l'aspetto del centro storico di Mosca. Dopo anni trascorsi privo del favore del regime, la sua situazione migliorò parzialmente grazie all'amicizia con Michail Suslov. A metà degli anni ottanta si unì al movimento nazionalista e ortodosso "Pamjat'" (Memoria). Il 9 febbraio 2012 è stato ufficialmente registrato come fiduciario del candidato alla presidenza della Federazione Russa Vladimir Putin.

### Famiglia
Nel 1956 sposò Nina Vinogradova-Benois, donna appartenente ad una famiglia di artisti tra cui spiccano Alexandre Benois e il figlio di quest'ultimo Nicola (per molti anni dirigente presso La Scala). Dal matrimonio tra Glazunov e la Benois nacquero Ivan e Vera, entrambi divenuti pittori. Nel 1986 la moglie dell'artista si suicidò. In diversi dipinti del marito si trovano sue raffigurazioni.

## Opere
Le opere di Il'ja Glazunov, pur subendo stilisticamente l'influenza del realismo, hanno un carattere profondamente visionario e trovano nella religione uno dei temi predominanti. Alcuni dei dipinti più famosi del pittore sono: Eterna Russia (1988), Il mistero del XX secolo (1999), La distruzione della chiesa alla vigilia di Pasqua (1999), nonché le illustrazioni delle opere di Fëdor Dostoevskij. Nelle recenti mostre al Maneggio di Mosca (2010) e a quello di San Pietroburgo (2011) Il'ja Glazunov ha presentato alcune nuove tele tra cui: L'ultimo guerriero (2008), Dekulakizzazione (2010), La cacciata dei mercanti dal tempio (2011) ed altri lavori di genere paesaggistico.

#### Onorificenze civili

Dmitrij Medvedev, 2010

## Onorificenze

### Altri riconoscimenti
- Membro dell'Accademia Russa di Belle Arti (2000)
- Medaglia d'oro UNESCO per il rilevante contributo alla cultura mondiale (2000)
- Membro dell'Accademia di management dell'educazione e della cultura (1997)
- Membro onorario dell'associazione storico-patriottica "Bandiera russa" (1989)
- Rettore perpetuo dell'Accademia russa di pittura, scultura e architettura (1987)
- In suo onore un asteroide della fascia principale scoperto nel 1984 è stato denominato 3616 Glazunov.
- Un sondaggio realizzato in Russia nel 1999 lo ha eletto "artista più rilevante del XX secolo".[4]

## Curiosità
- Il 10 giugno 2009, in occasione del compleanno dell'artista, il premier russo Vladimir Putin fece visita all'accademia fondata da Glazunov e commentò un dipinto dedicato a Oleg e Igor' dicendo "la spada è un po' corta, sembra un coltello da tasca". In risposta Glazunov elogiò il buon occhio del premier e si impegnò a modificare l'opera.[5]